# Candy Apples
Candy Apples (sinh ngày 3 tháng 10 năm 1976) là nữ diễn viên phim khiêu dâm người Mỹ.

## Sự nghiệp đóng phim
Apples vẫn sống ở nhà cùng bố mẹ khi bà bắt đầu làm phim ở tuổi 19 (năm 1995) tại một công ty sản xuất phim người lớn. Bà tuyên bố rằng mình từng kiếm được "tới 2.000 đô la mỗi cảnh quay" trong các bộ phim người lớn.
Apples từng góp mặt nhiều lần trên các chương trình truyền hình và phát thanh The Howard Stern Show, và tham dự một buổi quay video của Rolling Stones tại Las Vegas thể theo yêu cầu từ một trong những người hâm mộ của mình là Keith Richards. Bà còn tự mình xuất hiện trong chương trình Jerry Springer.

### Kỷ lục thế giới về Gang bang
Ngày 9 tháng 10 năm 1999, Apples đã lập kỷ lục thế giới về gang bang vốn do ngôi sao khiêu dâm Houston nắm giữ, với 742 "lần quan hệ tình dục", bao gồm cả quan hệ tình dục bằng miệng và sử dụng dây đeo. Bà định nhắm đến hơn 2.000 người, nhưng vụ gang bang cuối cùng đã phải dừng lại do vấp phải cuộc đột kích từ phía Cảnh sát Los Angeles. Ban đầu bà tính kết hôn với vị hôn phu lúc bấy giờ mà hiện nay là người chồng của mình vào cuối buổi gang bang này.

## Giải thưởng và đề cử
- Đề cử Giải AVN năm 2001 – Cảnh Quan Hệ Tình Dục Đơn Hay Nhất (Candy Apples đấu với King Dong - Notorious/Multimedia)[10]
- Đề cử Giải AVN năm 2001 – Cảnh Làm Tình Hay Nhất Của Gái Xinh, Video (Vụ Xâm hại Bridgette Kerkove - JM Productions) với sự diễn xuất của Bridgette Kerkove, Coral Sands, Daisy Chain, Gwen Summers, Layla Jade & Vivi Anne[10]